# 基拉·卡滕贝克
基拉·卡滕贝克（德語：Kira Kattenbeck，1992年2月8日—），德国女子羽毛球運動員。

## 簡歷
2011年7月，基拉·卡滕贝克代表德國出戰芬蘭萬塔舉行的歐洲青年羽毛球錦標賽，助國家隊贏得團體賽冠軍。

## 主要比賽成績
只列出曾進入準決賽的國際賽事成績：
| 年份   | 賽事                     | 公開賽級別 | 項目     | 搭檔                | 成績   |
| ------ | ------------------------ | ---------- | -------- | ------------------- | ------ |
| 2011年 | 歐洲青年羽毛球錦標賽     | 其他       | 混合團體 | －                  | 冠軍   |
| 2012年 | 斯洛文尼亞羽毛球國際賽   | 國際系列賽 | 混合雙打 | Hannes Käsbauer     | 亞軍   |
| 2012年 | 瑞士羽毛球國際賽         | 國際挑戰賽 | 混合雙打 | Hannes Käsbauer     | 準決賽 |
| 2014年 | 歐洲女子羽毛球團體錦標賽 | 其他       | 女子團體 | －                  | 季軍   |
| 2014年 | 羅馬尼亞羽毛球國際賽     | 國際系列賽 | 女子雙打 | 弗朗兹斯卡·福尔克曼 | 亞軍   |
| 2015年 | 葡萄牙羽毛球國際賽       | 國際系列賽 | 女子雙打 | 弗朗兹斯卡·福尔克曼 | 準決賽 |
| 2015年 | 歐洲運動會羽毛球比賽     | 其他       | 混合雙打 | 拉斐尔·贝克         | 銅牌   |

| 2007-2017年 | 首要超級賽 | 超級賽 | 黃金大獎賽 | 大獎賽 | 國際挑戰賽 | 國際系列賽 | 未來系列賽 | 其他 |

| 2018-2026年 | 總決賽 | 超級1000賽 | 超級750賽 | 超級500賽 | 超級300賽 | 超級100賽 | 國際挑戰賽 | 國際系列賽 | 未來系列賽 | 其他 |